# Ogulin
Ogulin – miasto w północno-zachodniej Chorwacji, w żupanii karlowackiej, siedziba miasta Ogulin. W 2011 roku liczył 8216 mieszkańców.
Jest położony u podnóża góry Klek, w przybliżeniu w połowie drogi pomiędzy Zagrzebiem a Rijeką. Znajduje się pobliżu jezior Plitvickich (od wschodu), Gorskiego kotaru (od zachodu) i północnego Adriatyku (na południowy zachód). Przez miasto przepływa rzeka Dobra. W pobliżu znajduje się najdłuższy w Chorwacji system jaskiń krasowych (Đulin ponor, 16 396 m).

## Transport
Miasto jest ważnym węzłem kolejowym – przebiegają przez niego linie Zagrzeb – Rijeka i Rijeka – Split. Jest także węzłem autostrady A1, która krzyżuje się z drogą nr 42 (biegnącą przez Ogulin na północ do autostrady A6, a na południe – w stronę jezior Plitvickich). W pobliżu przebiega również droga nr 23 do Karlovaca.

## Demografia
Zgodnie ze spisem ludności z 2001 roku Ogulin zamieszkuje 8712 mieszkańców, 15054 łącznie z przyległymi osadami. Z tego 75,7% to Chorwaci, a 20,8% Serbowie. W niektórych osadach (m.in.: Drežnica, Jasenak, Potok Musulinski) Serbowie stanowią nawet większość mieszkańców.

## Historia

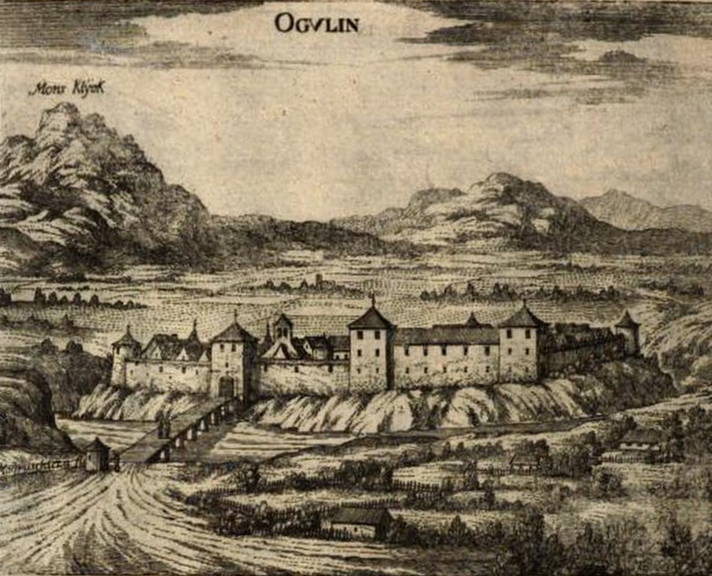
Ogulin w 1689 r. wg grafiki w dziele J.V. Valvasora pt. Die Ehre des Herzogthums Crain

Pierwsze wzmianki o miejscowości pochodzą z XV wieku. W 1493 Bernardin Frankopan wybudował nad rzeką zamek, który był jednym z punktów obrony przeciwko Imperium Osmańskiemu.

## Zabytki i kultura
W mieście znajduje się pomnik ofiar komunizmu z II wojny światowej i lat tuż po wojnie, poświęcony głównie domobranom pomordowanym (masakra w Bleiburgu) w 1945 roku.
Inne zabytki i pomniki to m.in.:
- Kula (zamek Frankopanów)
- pomnik pierwszego króla Chorwacji Tomisława I
- pomnik poświęcony ofiarom góry Klek

## Miasta partnerskie
- Dombóvár

## Galeria

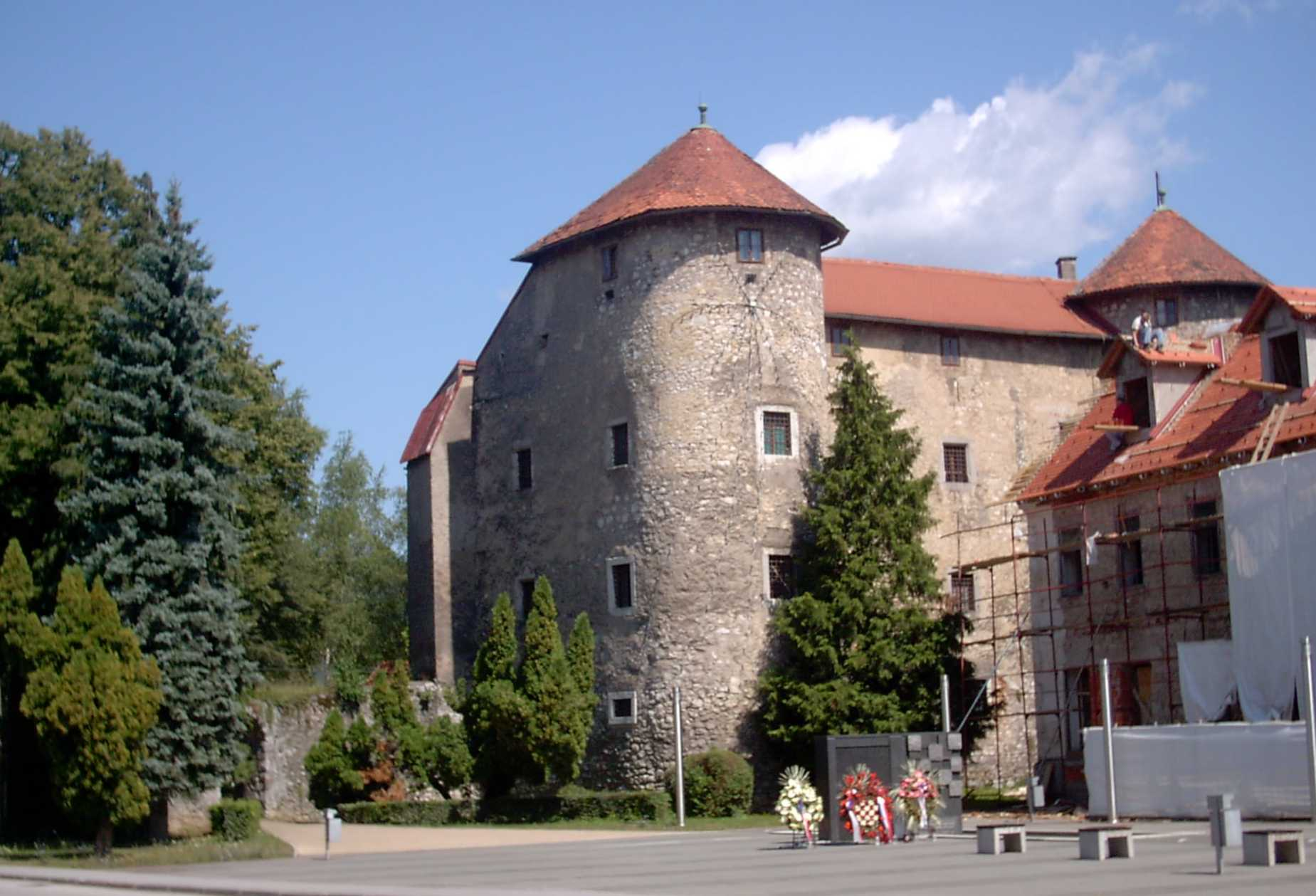
Zamek Ogulin
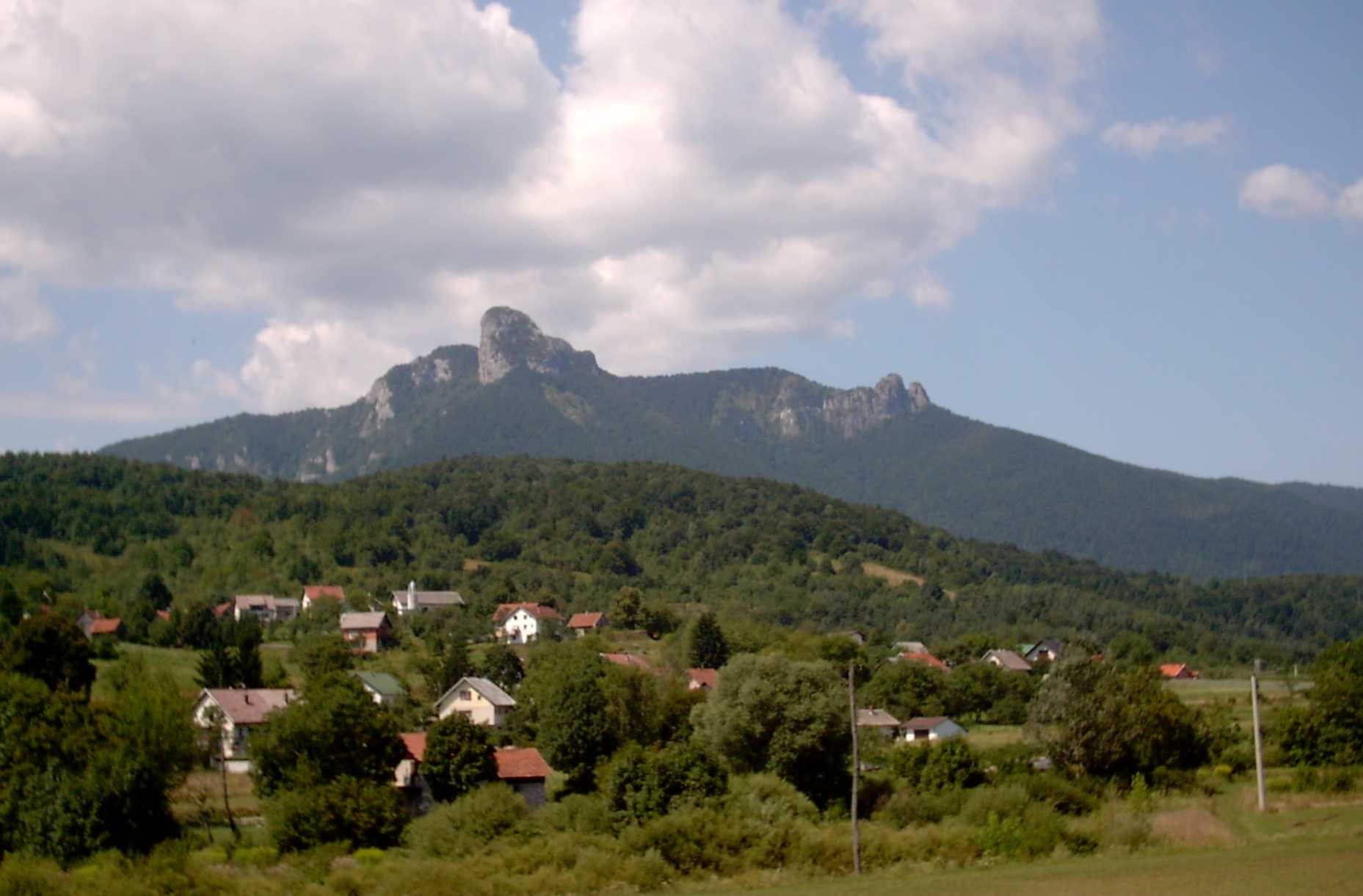
Góra Klek
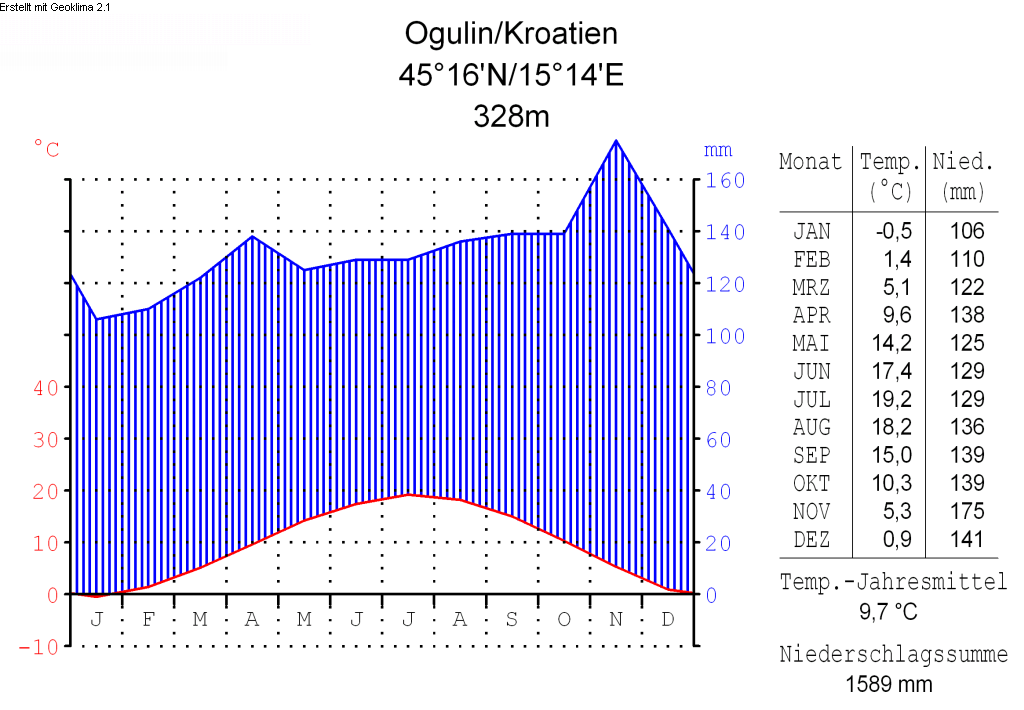
Diagram klimatyczny dla Ogulina